# Константно време
У теорији комплексности, константно време, или O(1) време значи да време решавања неког проблема не зависи од величине улаза за тај проблем.
На пример, приступање неком елементу низа захтева константно време, јер је потребно извршити само једну операцију да се тај елемент низа пронађе. Међутим, налажење најмањег члана неуређеног низа није задатак који се извршава у константном времену, јер је неопходно проверити сваки члан низа пре него што се закључи који је најмањи. Стога се овде ради о проблему линеарне сложености.